# A. J. Allmendinger
Anthony James Allmendinger (Los Gatos, California, Estados Unidos; 16 de diciembre de 1981), más conocido como A. J. Allmendinger, es un piloto de automovilismo estadounidense. Obtuvo cinco victorias y un tercer puesto de campeonato en la Champ Car 2006. Luego disputó la Copa NASCAR, logrando un 13.º puesto en el campeonato 2014, un 15.º puesto en 2011, y un tercer puesto en las 500 Millas de Daytona de 2009. Por otra parte, ha disputado las 24 Horas de Daytona desde la edición 2006 para el equipo de Michael Shank, resultando ganador en 2012, segundo en 2006 y tercero en 2013.

## Inicios y Champ Car
Allmendinger compitió en karting durante su infancia y adolescencia, obteniendo títulos nacionales de la IKF estadounidense. Luego continuó su formación en categorías promocionales de monoplazas en la escuela Skip Barber. Fue ganador del Skip Barber Karting Scholarship Shootout 2001, subcampeón de la Skip Barber National 2001, y campeón de la Skip Barber Pro 2002. En 2003, obtuvo siete victorias en 12 carreras de la Fórmula Atlantic, coronándose campeón frente a Ryan Dalziel.
A la edad de 22 años, el californiano debutó en la Champ Car 2004 como piloto de RuSport. Obtuvo dos terceros puestos, tres quintos y cuatro sextos, para finalizar sexto en el campeonato y Novato del Año. En 2005, consiguió cuatro segundos puestos, un tercero y un quinto, de modo que alcanzó la quinta posición final.
Luego de obtener un tercer y un cuarto puesto en las primeras cuatro fechas de la Champ Car 2006, RuSport despidió a Allmendinger. El piloto consiguió butaca para la fecha siguiente, al reemplazar a Mario Domínguez en Forsythe. Ganó cinco de las nueve carreras que disputó, lo que le significó terminar tercero en el campeonato.
Simultáneamente, Allmendinger disputó tres fechas de la NASCAR Truck Series con una Toyota de Bill Davis, resultando quinto en su segunda aparición. El piloto firmó para disputar la Copa NASCAR 2007 con un Toyota del equipo Red Bull. Por ello, Forsythe lo despidió antes de la última fecha de la Champ Car.
Red Bull ofreció un Dodge a Allmendinger para algunas carreras de la Copa NASCAR 2006, pero no logró clasificar a ninguna. Lo mismo ocurrió en las 500 Millas de Daytona de 2007, al chocar su Toyota durante la carrera clasificatoria. Ese año disputó 17 carreras de la Copa NASCAR para Red Bull, siete de la NASCAR Nationwide Series con un Dodge de Ganassi, y nueve de la NASCAR Truck Series con una Toyota de Darrell Waltrip. No logró ningún top 10 en las dos primeras divisionales; en la restante obtuvo un segundo puesto y un noveno.

## NASCAR e IndyCar
Continuando como piloto de Red Bull en la Copa NASCAR 2008, Allmendinger nuevamente no pudo clasificar a las 500 Millas de Daytona. El piloto fue apartado durante las siguientes ocho fechas del certamen. En su retorno, logró dos top 5 pero Red Bull lo sustituyó definitivamente. Dos fechas después volvió a la Copa NASCAR para disputar una carrera para Michael Waltrip, y las restantes las disputó para Gillett Evernham, terminando 36º en el campeonato.
Tras la fusión de Gillett Evernham con el equipo de Richard Petty, Allmendinger continuó pilotando un Dodge de la nueva estructura para la temporada 2009. Debutó en las 500 Millas de Daytona con un tercer puesto, y acumuló un total de cinco top 5 en las 36 fechas para resultar 24º en la tabla de posiciones.
En su segundo año con Petty, Allmendinger consiguió dos top 5, ocho top 1 y una pole position, ahora con un Ford número 43. Eso lo colocó 19º en el campeonato 2010.
Allmendinger estuvo a 13 puntos de entrar en la Caza por la Copa NASCAR 2011. El californiano terminó 15º, su mejor resultado en el certamen, con un quinto puesto en las 600 Millas de Charlotte como mejor resultado y diez top 10.
Ante la salida de Kurt Busch del equipo Penske, Allmendinger fichó por dicha escudería para la temporada 2012. Al volante de un Dodge, consiguió una pole position, un segundo puesto y dos novenos, lo que lo colocó 23º en la tabla general luego de la 17.ª fecha.
Sin embargo, a mitad de temporada dio positivo en una prueba antidopaje por consumo de la anfetamina Adderall; el piloto declaró después que un amigo le ofreció una pastilla diciendo que era un suplemento físico. El piloto salió del equipo Penske, y NASCAR lo suspendió de manera indefinida y lo hizo participar en un programa de rehabilitación. Cuatro meses después, Allmendinger retornó a la Copa NASCAR para disputar cuatro fechas con un Chevrolet de James Finch. El piloto terminó 32.º en el campeonato.
En 2013 Allmendinger compitió en la IndyCar Series con el equipo Penske en seis carreras, obteniendo como mejor resultado, un séptimo lugar en las 500 Millas de Indianapolis. Además, Allmendinger hizo un programa parcial en la Copa NASCAR con una Chevrolet de James Finch y un Toyota de JTG Daugherty, apenas logró un décimo puesto en Watkins Glen. Además participó con un Ford de Penske en las fechas de Road America y en Mid-Ohio de la Nationwide Series, ganando ambas carreras.
Allmendinger se convirtió en piloto titular de JTG Daugherty en la Copa NASCAR 2014. Con su primera victoria de la categoría lograda en Watkins Glen se clasificó a la Caza por la Copa. Quedando eliminado en la primera ronda de la Caza, finalizó 13º en la tabla de pilotos con un total de una victoria, 2 top 5 y 5 top 10.
En 2015, no alcanzó a acceder a la Caza por la Copa, y finalizó en el puesto 22 del campeonato con 3 top 10. Allmendinger logró 2 top 5 y 9 top 10 en 2016, de modo que terminó 19º en la tabla de pilotos. En 2017, obtuvo un top 5 y 5 top 10 para terminar 27º en el campeonato. Al año siguiente, logró un top 5 y cinco top 10, quedando 22º en la tabla de pilotos.

## Sport prototipos
En paralelo a su actividad en la Champ Car, NASCAR e IndyCar, el californiano corrió para el equipo de Michael Shank en las 24 Horas de Daytona, siempre con un Daytona Prototype. En su debut en 2006, llegó tercero con un Riley-Lexus. En 2007 llegó retrasado en el 16º puesto. El piloto llegó noveno en 2008, ahora con un Riley-Ford. En la edición 2009, debió abandonar por falla eléctrica.
En 2010, Allmendinger quedó clasificado en el séptimo puesto, aunque el automóvil no arribó a meta por rotura de la transmisión. En las 24 Horas de Daytona de 2011 terminó nuevamente séptimo, en este caso con un Dallara-Ford y terminando a dos vueltas del ganador. El piloto venció en la edición 2012 por un margen de cinco segundos, de vuelta con un Riley-Ford y contando como compañeros de butaca a Justin Wilson, John Pew y Oswaldo Negri Jr. En 2013 terminó tercero en la vuelta del ganador.